# 宿毛市
宿毛市（日语：／ Sukumo shi）是位於日本高知縣西南部的城市，地處足摺宇和海國立公園的範圍內。東邊與愛媛縣接壤，西邊的海面上為沖之島與鵜來島等島嶼，皆位於宿毛市的轄區內。當地多為山岳和丘陵，境內約84%的面積被森林覆蓋，松田川流經市內並注入宿毛灣。
四國八十八箇所中的第39號札所延光寺即坐落於市內。

## 地理

### 氣候
當地在氣候上屬於亞熱帶氣候，整體氣候溫暖。根據統計，2011年至2020年宿毛市的年均溫為17.3度，最高氣溫為31.4度，最低氣溫則為3.1度。年均降雨量為2338.2毫米，降雨集中在6月至9月的梅雨和颱風季節。

## 歷史

### 行政區域變遷
- 1889年4月1日：實施町村制，現在的轄區在當時分屬：幡多郡宿毛村、和田村、小筑紫村、沖之島村、橋上村、平田村、山奈村。
- 1899年12月20日：宿毛村改制為宿毛町。
- 1942年6月15日：和田村被併入宿毛町。
- 1950年11月3日：小筑紫村改制為小筑紫町。
- 1954年3月31日：宿毛町、小筑紫町、山奈村、平田村、橋上村、沖之島村合併為宿毛市[3]。

### 變遷表
| 1889年4月1日 | 1889年 - 1926年       | 1889年 - 1926年       | 1926年 - 1954年          | 1926年 - 1954年          | 1926年 - 1954年      | 1955年 - 1989年      | 1989年 - 現在        | 現在                 |
| ------------ | --------------------- | --------------------- | ------------------------ | ------------------------ | -------------------- | -------------------- | -------------------- | -------------------- |
| 宿毛村       | 1899年12月20日 宿毛町 | 1899年12月20日 宿毛町 | 1899年12月20日 宿毛町    | 1899年12月20日 宿毛町    | 1954年3月31日 宿毛市 | 1954年3月31日 宿毛市 | 1954年3月31日 宿毛市 | 1954年3月31日 宿毛市 |
| 和田村       | 和田村                | 和田村                | 1942年6月15日 併入宿毛町 | 1942年6月15日 併入宿毛町 | 1954年3月31日 宿毛市 | 1954年3月31日 宿毛市 | 1954年3月31日 宿毛市 | 1954年3月31日 宿毛市 |
| 小筑紫村     | 小筑紫村              | 小筑紫村              | 小筑紫村                 | 1950年11月3日 小筑紫町   | 1954年3月31日 宿毛市 | 1954年3月31日 宿毛市 | 1954年3月31日 宿毛市 | 1954年3月31日 宿毛市 |
| 沖之島村     |                       |                       |                          |                          | 1954年3月31日 宿毛市 | 1954年3月31日 宿毛市 | 1954年3月31日 宿毛市 | 1954年3月31日 宿毛市 |
| 橋上村       |                       |                       |                          |                          | 1954年3月31日 宿毛市 | 1954年3月31日 宿毛市 | 1954年3月31日 宿毛市 | 1954年3月31日 宿毛市 |
| 平田村       |                       |                       |                          |                          | 1954年3月31日 宿毛市 | 1954年3月31日 宿毛市 | 1954年3月31日 宿毛市 | 1954年3月31日 宿毛市 |
| 山奈村       |                       |                       |                          |                          | 1954年3月31日 宿毛市 | 1954年3月31日 宿毛市 | 1954年3月31日 宿毛市 | 1954年3月31日 宿毛市 |

## 產業
當地以第一級產業為主。因宿毛灣為黑潮流入豐後水道的出入口，豐富的魚類資源使當地盛行水產養殖等產業。農業方面則生產秋葵、花椰菜、文旦與柑橘等農產品。

## 交通

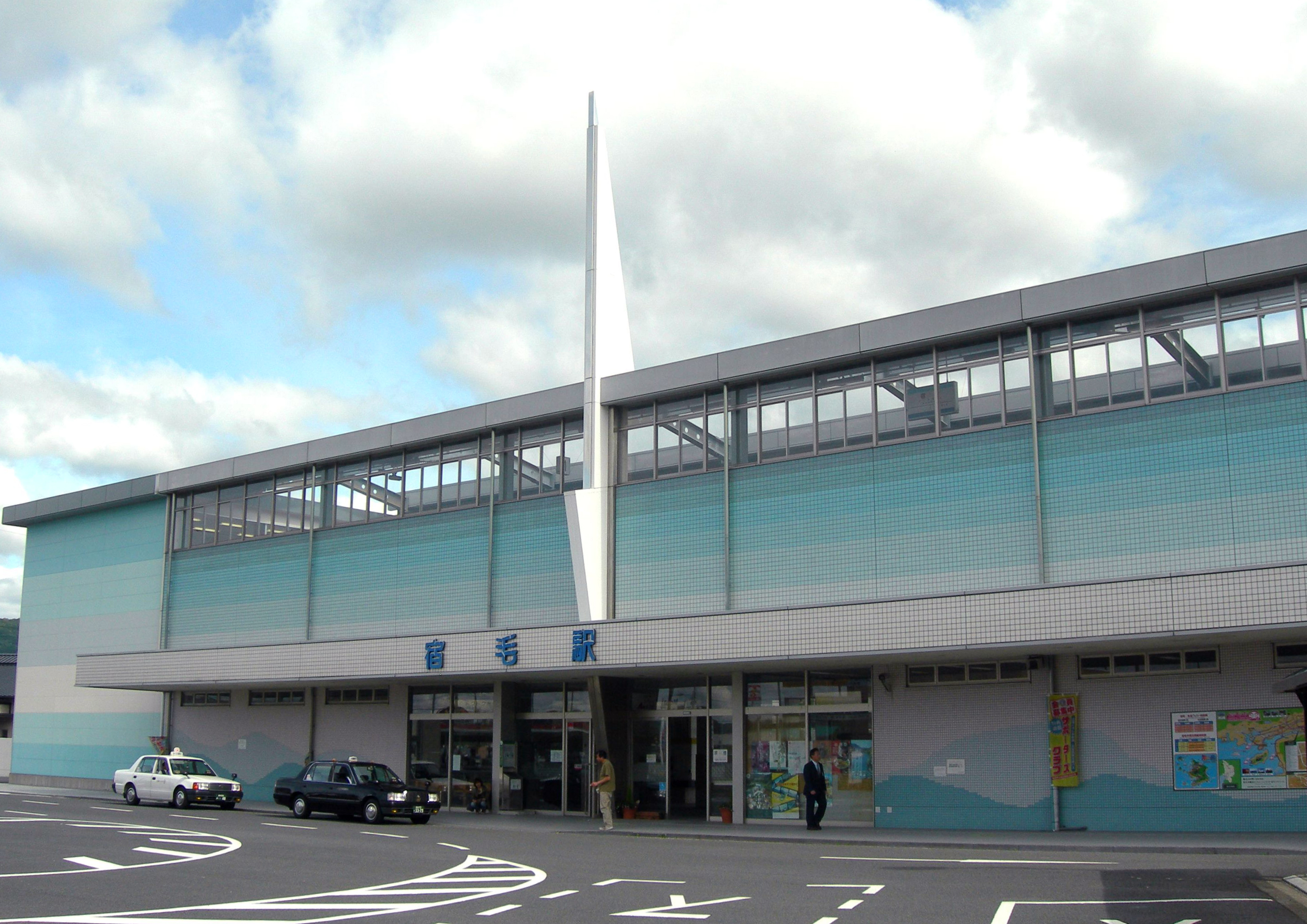
宿毛車站

### 鐵路
- 土佐黑潮鐵道
  - 宿毛線：工業團地車站 - 平田車站 - 東宿毛車站 - 宿毛車站

## 地理

### 港口
宿毛灣與鄰近的大月町的海岸線，在南海海槽特大地震的預測報告中，為高達12公尺的海嘯預警地。
- 宿毛灣港－宿毛渡輪：往返宿毛灣港片島地区 - 佐伯港（大分縣佐伯市）

## 觀光
- 宿毛市立宿毛歷史館
- 四國八十八箇所第39號札所－赤龜山延光寺

## 教育
在與相鄰的愛媛縣愛南町轄區的邊界上，有所兩地共同成立的「高知縣宿毛市愛媛縣南宇和郡愛南町篠山小中學校組合立篠山中·小學校」，現為全日本名稱最長的中小學。
高等學校
- 高知縣立宿毛高等學校
- 高知縣立宿毛工業高等學校

特殊學校
- 高知縣立中村養護學校幡多希望之家分校

## 本地出身人物
- 豐之島大樹：相撲力士
- 東和政：前職業棒球選手
- 鵜島仁文：歌手
- 岡本知高：男高音
- 小野梓：明治時代的政治運動家
- 坂本嘉治馬：企業家、富山房出版社創辦人
- 竹內綱：政治家、企業家、吉田茂父親
- 竹內明太郎：政治家、企業家、小松製作所創辦人
- 近田豐年：職業棒球選手
- 中西清起：職業棒球選手
- 間寛平：搞笑藝人
- 林有造：政治家
- 林讓治：前眾議院議長
- 弘田澄男：職業棒球選手
- 森山大輔：漫畫家
- 毛利郁子：女演員

## 外部連結
- （日語） 宿毛商工会議所（页面存档备份，存于）
- （日語） 宿毛歷史館（页面存档备份，存于）